# Jean-Paul Moatti
Jean-Paul Moatti est un professeur d’économie français, spécialiste en économie de la santé, né le 13 août 1951 à Tunis (Tunisie).
Il a été président-directeur général de l’Institut de recherche pour le développement (IRD) de  2015 à février 2020.

## Biographie
Jean-Paul Moatti est né à Tunis. Après avoir obtenu en 1978 un diplôme d’études supérieures (DES) de sciences économiques à l’université Paris X, il commence sa carrière au Centre d’évaluation de la protection nucléaire auprès du commissariat à l'Énergie atomique (CEA) et d’Électricité de France (EDF). Il obtient un doctorat de sciences économiques à l’université de Paris I en 1987 et s’oriente alors vers l’économie de la santé, d’abord comme chercheur à l’Institut national de la santé et de la recherche médicale (INSERM). Il rejoint l’université d’Aix-Marseille (Aix-Marseille Université) en 1994, en tant que directeur de l’unité mixte de recherche « Épidémiologie et sciences sociales appliquées à l’innovation médicale » (IRD/INSERM/ université de la Méditerranée), puis de l’unité mixte de recherche « Sciences économiques et sociales de la santé et traitement de l’information médicale » (SESSTIM IRD/INSERM/AMU) en 2008 et de l’Institut thématique multi-organismes de santé publique (ISP) de l’Alliance des sciences de la vie et de la santé (AVIESAN) en 2011. Jean-Paul Moatti est nommé président-directeur général de l’IRD le 11 mars 2015,.
Jean-Paul Moatti concentre ses recherches sur les grandes pandémies de VIH/Sida et de paludisme, l’accès aux médicaments essentiels, le renforcement des systèmes de santé et les inégalités socio-sanitaires dans les pays en développement, principalement en Afrique du Sud, au Cameroun, en Côte d’Ivoire, au Mali, en Palestine et dans les pays d’Afrique du Nord et du Moyen-Orient. Ses recherches l’ont amené à exercer des responsabilités internationales, comme membre du Advisory Committee for Health Research auprès du directeur général de l’Organisation mondiale de la santé, membre du Scientific Expert Panel auprès du directeur d’ONUSIDA, et du Global Health Advisory Committee des Open Society Foundations, ainsi que comme conseiller pour les Affaires économiques et sociales du directeur exécutif du Fonds mondial de lutte contre le sida, la tuberculose et la malaria (GFATM). En janvier 2017, l'Organisation des Nations unies le nomme parmi les 15 experts internationaux chargés de rédiger le rapport mondial sur le développement durable en 2019 pour le suivi de la mise en œuvre des objectifs de développement durable à l’horizon 2030.
Condamnations en justice
En 2020, l'agence française anti-corruption estime que la convention que Jean-Paul Moatti a signé avec la présidente de la fondation de l'IHU de Marseille (son épouse), sans consulter le conseil d'administration de l'IRD, a entraîné le versement de sommes disproportionnées (plus d'un million d'euros versés depuis 2017 pour l'accueil d'un petit nombre de chercheurs IRD à l'IHU); les bureaux de l'IHU et de l'IRD à Marseille sont perquisitionnés le 14 juin 2021 dans le cadre de l'enquête du parquet. Le rapport de l'agence est aussi très sévère sur sa gestion des notes de frais, au point qu'une enquête préliminaire est ouverte,. Il est condamné en 2023 pour prise illégale d'intérêts à 20 000 € d'amende. Le tribunal reconnait les manquements à la probité dans la gestion des notes de frais du dirigeant relevés par l’agence française anti-corruption: Jean-Paul Moatti avait fait financer par l'IRD des voyages privés en Corse. 

## Politique
Il est candidat sur une liste du Front de gauche lors des élections régionales de 2010.
En avril 2017, il signe l'appel de directeurs d'instituts de recherche français à voter contre Marine Le Pen lors de l'élection présidentielle.
Dans le cadre des élections municipales de 2020, il est candidat dans les 9e et 10e arrondissements de Marseille sur la liste « Voir grand, agir vite » soutenue par La République en marche.

## Distinctions (suivie de condamnation en justice)
- Chevalier dans l'Ordre national du mérite (1996)[15]
- Chevalier de la Légion d'honneur (2015)[16],[17]